# Ferdinand Terrien
Pour les articles homonymes, voir Terrien.
Ferdinand Terrien, né le 9 août 1877 à Saint-André-des-Eaux et mort le 3 août 1929 en mer au large de Madère, est un prélat catholique français. 

## Biographie
Il est le neveu de Ferdinand Terrien (1849-1907), délégué de la Propagation de la Foi en Amérique, prélat de la maison de Sa Sainteté, procureur
conseiller général de la Société des missions africaines.
En 1912, il est nommé vicaire apostolique du Lagos et évêque titulaire de Gordus (de).

## Sources
- Joseph Michel, Missionnaires bretons d'outre-mer : XIXe et XXe siècles, Presses universitaires de Rennes, 2015